# Ураса
Ураса́ (якут. ураһа) — тип старинного летнего жилища якутов, конусообразный шалаш из жердей, обтянутый берёстой. Считается, что ураса это самая древняя форма якутских жилищ.
Устройство урасы несложно: длинные, наклонно поставленные жерди опираются на круглый остов — обруч. В землю по кругу (диаметр около 5 м) вкапывалось 10—12 столбов высотой около 2 м. По верхним концам столбов накладывался деревянный многометровый обруч, к которому на расстоянии около 0,25 м друг к другу прислонялись высокие шесты длиной до 8 м. Прикрывалась ураса кусками берёсты. Столбы внутри урасы и лежащий на них обруч богато украшались резным орнаментом. Изнутри их окрашивали в красновато-коричневый цвет отваром ольховой коры. Дверь делалась в виде берестяного занавеса, вышитого различными узорами. Для прочности бересту вываривали в воде, затем скоблили ножом верхний слой и сшивали тонким волосяным шнуром в полосы. Внутри урасы вдоль её стен, также как и в других жилищах, сооружались нары (ороны). Посередине строения очаг. Пол земляной.
В условиях резко континентального климата Якутии с очень холодными зимами и жарким летом, ураса как летнее жилище, была очень удобна: в берестяной высокой урасе в жаркую погоду всегда прохладно, а воздух — свежий и чистый. В таких жилищах якуты жили с мая по август (с августа по май — в зимних бревенчатых жилищах — балаганах). Причём на зиму ураса не разбиралась, это жилище стационарное.
По размерам различают три вида урасы.
- Могол ураса — большая, предназначенная для приёмов гостей. Высота урасы зависит от количества опоясок — жердей, горизонтально связывающих остов жилища. В Якутии известна богатая ураса высотой 8,5 м с диаметром основания 6,5 м. Именно могол ураса построена в Парке народов Сибири.
- Даллар ураса — меньше по размерам, и ещё меньше — ходьол ураса. В прошлые столетия они служили жилищем для людей со средним достатком.

К концу XIX века якуты перестали возводить урасу в качестве летнего жилища. В настоящее время упрощённый вариант урасы возводят на народном якутском празднике Ысыах.

## Ураса в искусстве
19 мая 2000 года в деревне Заднее Поле в Старорусском районе Новгородской области был открыт мемориал братского захоронения воинов-якутян, погибших в боях за озеро Ильмень зимой 1943 года. Автор проекта — Д. Саввинов, одной из главных деталей композиции мемориала является стилизованный каркас урасы.